# 생태발자국
생태발자국(生態-, 영어: Ecological footprint, EF)은 인간이 지구에서 삶을 영위하는 데 필요한 의·식·주 등을 제공하기 위한 자원의 생산과 폐기에 드는 비용을 토지로 환산한 지수를 말한다. 인간이 자연에 남긴 영향을 발자국으로 표현한 것으로, 1996년 캐나다 경제학자 마티스 웨커네이걸과 윌리엄 리스가 개발한 개념이다.

## 현황

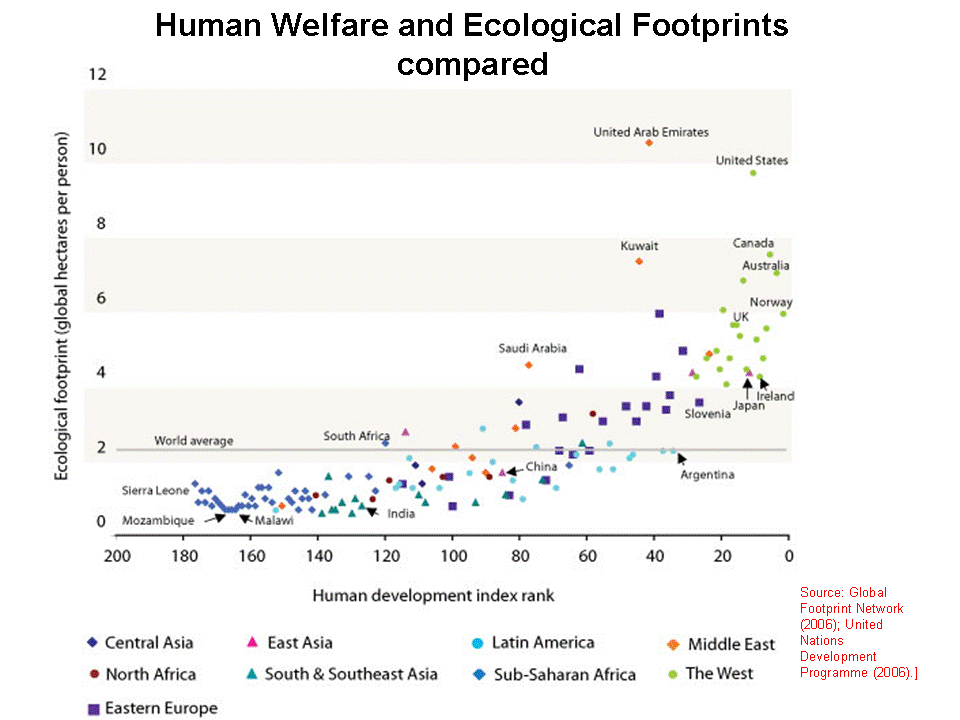
인간개발지수(HDI) 대비 각국의 생태발자국 (2007년)

지구가 기본적으로 감당해 낼 수 있는 면적 기준은 1인당 1.8㏊이고 면적이 넓을수록 환경문제가 심각하다는 의미가 된다. 선진국으로 갈수록 이 면적이 넓은 것으로 나타났으며, 선진국에 살고 있는 사람들 가운데 20%가 세계 자원의 86%를 소비하고 있다. 대한민국은 1995년을 기준으로 이 기준점을 넘기 시작했고, 2005년에는 3.0㏊에 이르렀다. 생태발자국을 줄이기 위해서는 가지고 있는 자원의 낭비를 최대한 줄이고, 대체 에너지를 개발하여 환경오염의 가속화와 자원의 고갈을 막아야 한다. 녹색연합이 2004년 조사한 바에 따르면 한국인의 생태발자국은 4.05ha로 이 방식대로 생활한다면 지구가 2.26개 있어야 한다.

## 같이 보기
- 탄소발자국
- 환경용량
- 종속 이론
- 지구 생태용량 초과의 날
- 생태경제학
- 환경 영향 평가
- 지구촌행복지수
- 전 과정 평가
- 우리 공동의 미래
- 무역수지
- 성장의 한계
- 물 발자국